# (52270) Noamchomsky
(52270) Noamchomsky est un astéroïde de la ceinture principale.

## Description
(52270) Noamchomsky est un astéroïde de la ceinture principale. Il fut découvert le 13 février 1988 à La Silla par Eric Walter Elst. Il présente une orbite caractérisée par un demi-grand axe de 2,43 UA, une excentricité de 0,09 et une inclinaison de 5,4° par rapport à l'écliptique.